# Richard Edgcumbe (1. baron Edgcumbe)
Richard Edgcumbe (ur. 23 kwietnia 1680, zm. 22 listopada 1758) – brytyjski arystokrata (1. baron Edgcumbe) i polityk.
Był synem Richarda Edgcumbe’a i Anne Montagu, córki Edwarda Montagu. Wykształcenie odebrał w Trinity College na Uniwersytecie Cambridge. W latach 1701–1742 był deputowanym do Izby Gmin, reprezentując kolejno okręgi Cornwall (1701), St Germans (1701–1702), Plympton Erle (1702–1734), Lostwithiel (1734–1741) i ponownie Plympton Erle (1741–1742). W 1742 roku otrzymał tytuł 1. barona Edgcumbe i zasiadł w Izbie Lordów.
Dwukrotnie był lordem skarbu (w latach 1716–1717 i 1720–1724), a następnie do 1742 roku był płacmistrzem generalnym Irlandii. W grudniu 1742 wszedł w skład gabinetu Spencera Comptona jako Kanclerz Księstwa Lancaster. Urząd ten sprawował aż do swojej śmierci w 1758 roku. Tytuł barona odziedziczył jego syn, Richard.